# Uncial 050
Codex Athous Dionysiou, designado por 050 (Gregory-Aland), Cι1 (von Soden), é um manuscrito uncial grego do Novo Testamento. A paleografia data o codex para o século 9.

## Descoberta
Contém 19 folhas (32.5 x 24 cm) dos Evangelho de João, com várias lacunas, e foi escrito com uno coluna por página, contendo 5-9 linhas cada.
O texto grego desse códice é misto. Aland colocou-o na Categoria III.
Actualmente acha-se no Εθνική Βιβλιοθήκη, 1371, Monastério de Dionísio, 2(71), Museu Histórico Estatal, V. 29, S. 119, Christ Church, Wake 2,3.

## Literatura
- B. Ehlers, "Eine Katene zum Johannes-Evangelium in Moskau, auf dem Athos (Dionysiou), in Athen and in Oxford (050)", ANTF 3, pp. 96-133.
- C. R. Gregory, "Textkritik des Neuen Testaments", Leipzig 1900, vol. 1, pp. 59, 78-79.
- S. P. Tregelles, Codex Zacynthius. Greek Palimpsest Fragments of the Gospel of Saint Luke (London, 1861), ss. 105-109